# Аманишакете
Аманишакете — царица Куша (Нубия) в конце I века до н. э. (можно встретить датировку 10 год до н. э. — 1 год н. э., но эта датировка довольно приблизительная); преемница царицы Аманирены.

## Биография
О царице Аманишакете известно по следующим надписями: её имя упомянуто в храме Амона из Кавы, на гранитной стеле из Мероэ, на стене храма в Ван бен Нака, на стеле из Каср Ибрим, стеле из Нага, и, наконец, из её пирамиды Beg. N6 в Мероэ. Её формальный титул называется Кандакия, что означает, что она была правящей царицей, а не просто женой правителя Кушитского царства.
Пирамида царицы Аманишакете (Beg. N6) избежала разграбления вплоть до 1834 года, когда итальянский военный врач и искатель приключений Джузеппе Ферлини практически сравнял её с землёй, пытаясь добраться до сокровищницы. Предметы из гробницы, которые удалось достать Джузеппе Ферлини, в наши дни находятся в Египетском музее Берлина и Египетском музее Мюнхена.
О царице Аманишакете также известно по войне с римской армией, посланной на завоевание Нубии императором Октавианом Августом.

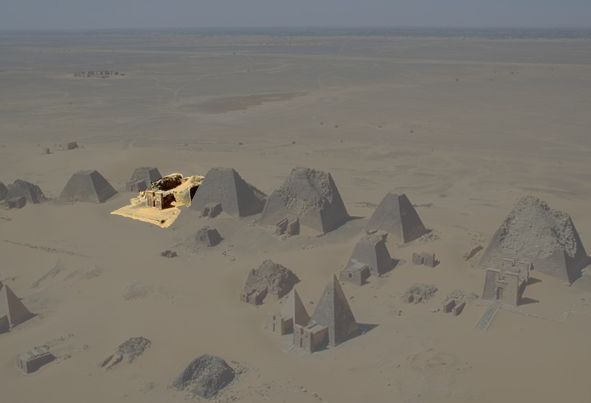
Пирамиды Мероэ. Пирамида Beg. N6 Аманишакеты в Мероэ выделена
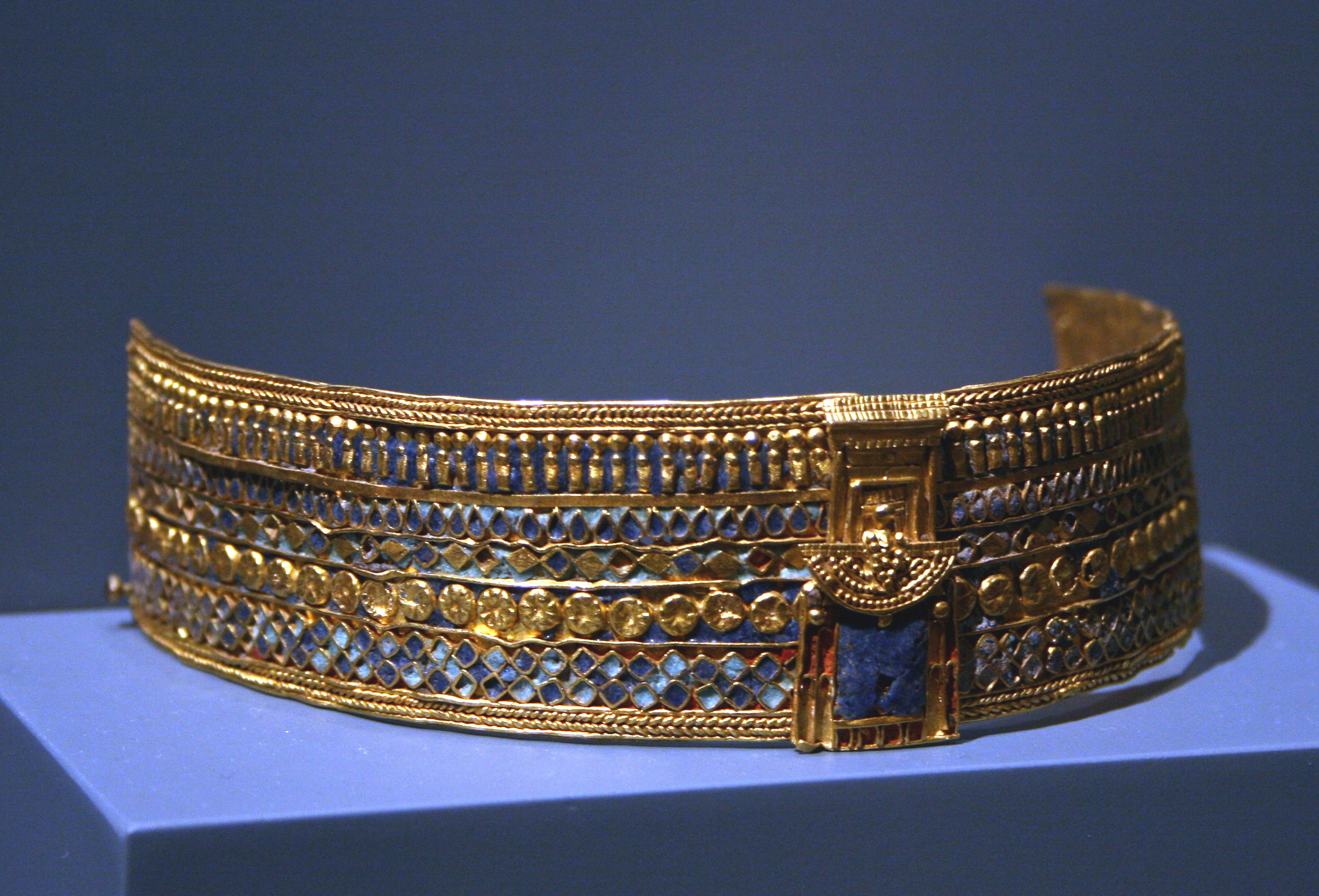
Браслет царицы
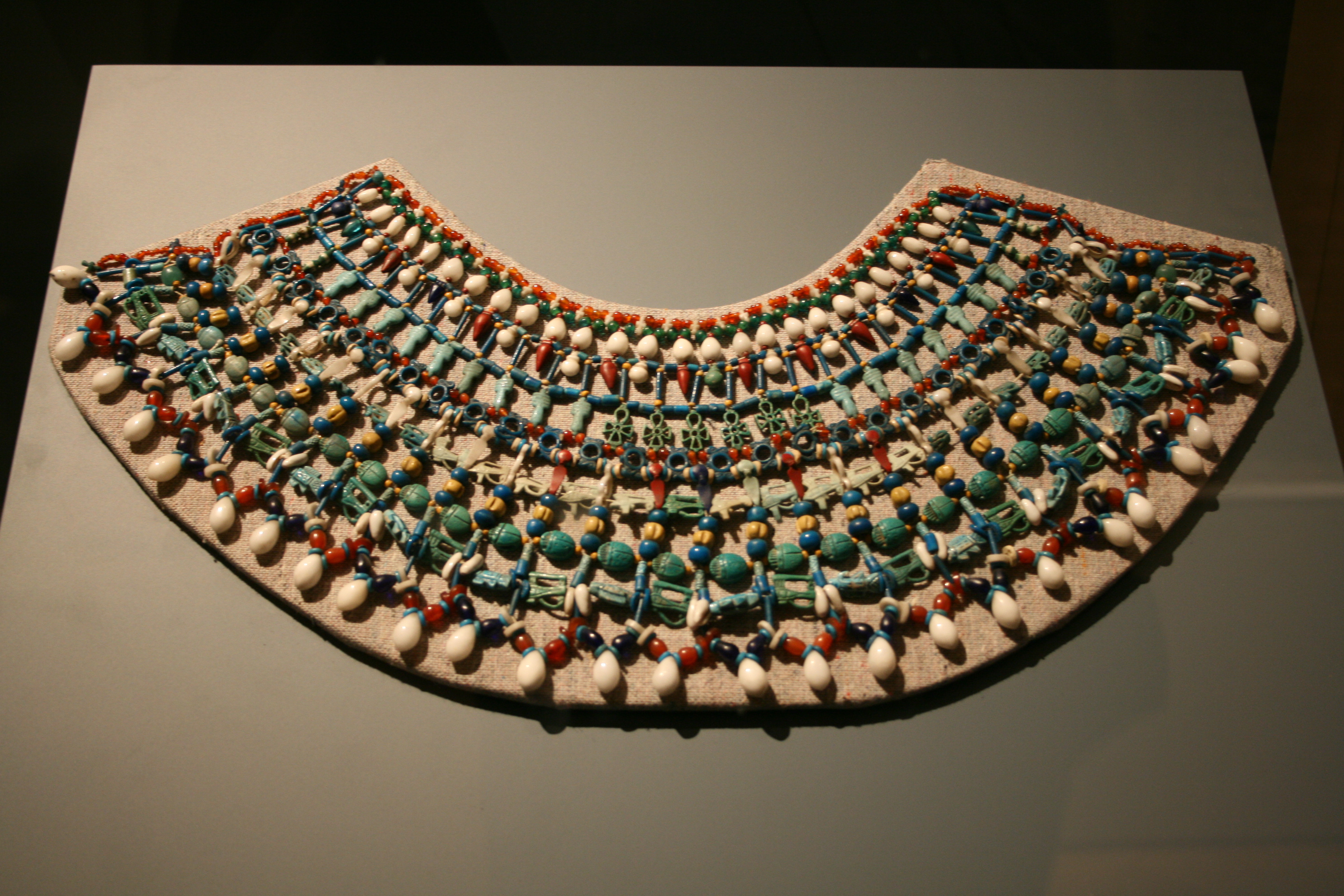
Ожерелье царицы
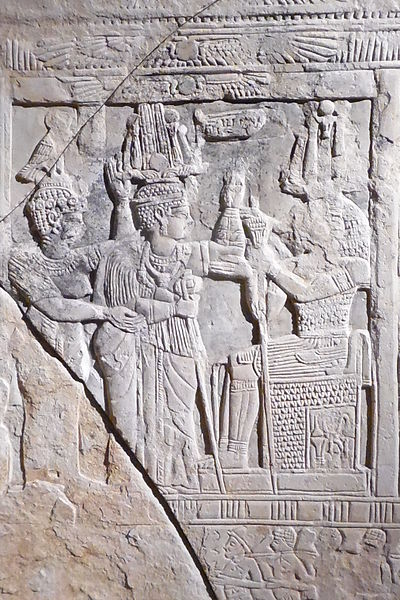
Стела Аманишакете из храма Амона в Нага